# اونتاریو (اوهایو)
اونتاریو(به انگلیسی: Ontario) شهری در ایالت اوهایو کشور ایالات متحده آمریکا است که جمعیت آن در سرشماری سال ۲۰۱۰ میلادی، ۶٬۲۲۵ نفر بوده‌است.